# Маломихайлівська сільська рада (Покровський район)
| Маломихайлівська сільська рада — колишній орган місцевого самоврядування у Покровському районі Дніпропетровської області з адміністративним центром у с. Маломихайлівка. Сільській раді підпорядковані населені пункти: - с. Маломихайлівка - с. Яблунівка |

## Склад ради
Рада складалася з 20 депутатів та голови.

## Керівний склад сільської ради
| ПІБ                          | Основні відомості                                                                      | Дата обрання | Дата звільнення |
| ---------------------------- | -------------------------------------------------------------------------------------- | ------------ | --------------- |
| Гненний Анатолій Михайлович  | Сільський голова, 1956 року народження, освіта, Всеукраїнське об'єднання «Батьківщина» | 26.03.2006   | 31.10.2010      |
| Гненний Анатолій Миколайович | Сільський голова, 1956 року народження, освіта вища, член Партії регіонів              | 31.10.2010   |                 |

Примітка: таблиця складена за даними джерела